# Laelaps
Laelaps  (лат.) — род клещей (Dermanyssoidea) семейства Laelapidae из отряда Mesostigmata. Около 50 видов. Встречаются всесветно. В Европе 4 вида. Мелкие клещи, размером менее 1 мм, паразиты млекопитающих из отряда грызуны.

## Систематика
7 подродов и около 50 видов
- Подрод Mastigolaelaps Tenorio & Radovsky, 1973
  - Laelaps juxtaposita Tenorio & Radovsky, 1973
- Подрод Hyperlaelaps Zakhvatkin, 1948
  - Laelaps arvalis (Zakhvatkin, 1948) (= Hyperlaelaps arvalis  Zakhvatkin, 1948)
  - Laelaps orientalis Wang, Liao & Lin, 1981 (хозяин Microtus fortis, Mammalia; Китай)
- Подрод Microtilaelaps Zakhvatkin, 1948
  - Laelaps hilaris C.L.Koch
- Подрод Myolaelaps Zakhvatkin, 1948
  - Laelaps algericus  Hirst, 1925
- Подрод Rattilaelaps  Zakhvatkin, 1948
  - Laelaps nuttalli  Hirst, 1915
- Подрод Typhlomylaelaps  Petrova & Taskaeva, 1964
  - Laelaps pactus  Petrova & Taskaeva, 1964
- Подрод Laelaps C. L. Koch, 1836
  - Laelaps acuminata — паразит Oecomys[4]
  - Laelaps aella  Domrow, 1973
  - Laelaps agilis  C.L. Koch, 1836typus — паразит Rattus[5]
  - Laelaps alaskensis — паразит Blarina, Dicrostonyx, Lemmiscus, Lemmus, Microtus, Mustela, Myodes, Myotis, Napaeozapus, Ochrotomys, Ondatra, Onychomys, Parascalops, Peromyscus, Phenacomys, Poliocitellus, Sorex, Synaptomys, Thomomys[6]
  - Laelaps albycia  Domrow, 1965
  - Laelaps angiodes  Domrow, 1980 (паразит млекопитающих; Западная Австралия)
  - Laelaps assimilis  Womersley, 1956
  - Laelaps breviseta  Domrow, 1961
  - Laelaps bycalia  Domrow, 1979 (паразит млекопитающих; Западная Австралия)
  - Laelaps calabyi  Domrow, 1961
  - Laelaps cameroonensis  Till, 1982 (хозяин Stochomys longicaudatus, Mammalia; Камерун)
  - Laelaps clethrionomydis — паразит Microtus,[7] Myodes[5]
  - Laelaps cochlearis  Wu & Li, 2001 (Китай: Qinghai)
  - Laelaps cybiala  Domrow, 1963
  - Laelaps deanei  Domrow, 1992 (=Laelaps calvescens Domrow, 1980; паразит млекопитающих; Папуа — Новая Гвинея)
  - Laelaps echidninus  Berlese, 1887 — паразит Rattus,[8] Didelphis, Sigmodon,[7] Mus, Peromyscus, Sylvilagus[5]
  - Laelaps finlaysoni  Womersley, 1937
  - Laelaps fonsecai  Gettinger, 1992 (хозяин Rhipidomys mastacalis, Mammalia; Бразилия)
  - Laelaps muris (Ljungh, 1799) (=Acarus muris Ljungh, 1799; = Laelaps agilis C.L.Koch, 1839)
  - Laelaps nuttalli  Hirst, 1915
  - Laelaps pachysternus  Wang, Liao & Lin, 1980 (паразит млекопитающих; Китай)
  - Laelaps pammorphus  Domrow, 1973
  - Laelaps parameces  Domrow, 1980 (паразит млекопитающих; Западная Австралия)
  - Laelaps paucisetosa  Gu & Wang, 1981 (паразит млекопитающих Mus pahari, Mammalia; Китай)
  - Laelaps rothschildi Hirst, 1914
  - Laelaps sarcimen  Domrow, 1980 (паразит млекопитающих; Папуа — Новая Гвинея)
  - Laelaps shanxiensis  Zhang-Jintong & Zhang-Hongji, 2000 (Yicheng County, паразит млекопитающих Apodemus speciosus, Mammalia, Китай, Shanxi)
  - Laelaps sinai  El-Kammah, Oyoun & El-Kady, 1994 (паразит млекопитающих Gerbillus pyramidum (Mammalia); Египет)
  - Laelaps southcotti  Domrow, 1958
  - Laelaps spatanges  Domrow, 1973
  - Laelaps spinitarsis  (Targioni Tozzetti, 1878)
  - Laelaps sulawesiensis  Hadi & Tenorio, 1982 (паразит млекопитающих Rattus hellwaldi, Mammalia; Индонезия)
  - Laelaps synnomus  Domrow, 1980 (паразит млекопитающих; Западная Австралия)
  - Laelaps uncinatus  (G. Canestrini & R. Canestrini, 1881)
  - Laelaps valdevinoi  Gettinger, 1992 (паразит млекопитающих Calomys tener, Mammalia; Бразилия)
  - Laelaps wasselli Domrow, 1958
  - Laelaps xingyiensis Gu & Wang, 1981 (паразит млекопитающих Mus pahari, Mammalia; Китай)